# Jamal Musiala
Jamal Musiala (ur. 26 lutego 2003 w Stuttgarcie) – niemiecko-angielski piłkarz, występujący na pozycji pomocnika w niemieckim klubie Bayern Monachium i w reprezentacji Niemiec. Uczestnik Mistrzostw Świata 2022 oraz Mistrzostw Europy 2020 i 2024. Zdobywca Ligi Mistrzów UEFA z Bayernem Monachium w sezonie 2019/2020. 
Z 3 bramkami na koncie został jednym z sześciu królów strzelców Mistrzostw Europy 2024.

## Kariera klubowa

### Bayern Monachium
W lipcu 2019 przeszedł z drużyny Chelsea U18 do juniorskich drużyn Bayernu Monachium. 3 czerwca 2020 zadebiutował w seniorskiej piłce, wchodząc z ławki rezerwowych w meczu Bayernu Monachium II przeciwko Preußen Münster (3:2), w rozgrywkach 3. Fußball-Ligi. Pierwszą bramkę zdobył 9 czerwca 2020 w meczu 3. Fußball-Ligi przeciwko FSV Zwickau (2:0). 20 czerwca 2020 zadebiutował w Bundeslidze w meczu przeciwko SC Freiburg (3:1), zostając najmłodszym graczem Bayernu, który wystąpił w meczu ligowym – miał wówczas 17 lat i 115 dni. 18 września 2020 zdobył pierwszą bramkę w Bundeslidze w meczu przeciwko FC Schalke 04 (0:8), stając się najmłodszym strzelcem Bayernu. Miał tego dnia 17 lat i 205 dni, pobił tym samym poprzedni rekord należący do Roque Santa Cruza, który wynosił 18 lat i 12 dni.

## Kariera reprezentacyjna
W 2016 został powołany do reprezentacji Anglii U-15, w której zadebiutował 17 grudnia 2016 w meczu towarzyskim przeciwko reprezentacji Turcji U-15 (5:2), zdobywając również pierwszego gola.
Następnie w latach 2018–2019 był powoływany do reprezentacji Anglii U-16, debiutując 22 lipca 2018 w meczu towarzyskim przeciwko reprezentacji Chorwacji U-16 (0:2). Pierwszego gola w kadrze U-16 zdobył 3 listopada 2018 w meczu przeciwko reprezentacji Japonii U-15 (4:1).
W 2018 otrzymał powołanie do reprezentacji Niemiec U-16, debiutując 10 października 2018 w meczu towarzyskim przeciwko reprezentacji Belgii U-16.
W 2019 został powołany do reprezentacji Anglii U-17, w której zadebiutował 6 września 2019 w meczu towarzyskim przeciwko reprezentacji Finlandii U-17, strzelając również pierwszego gola.

## Statystyki

### Klubowe
(aktualne na 23.06.2025)
| Klub                | Sezon              | Liga               | Liga  | Liga   | Puchar Niemiec | Puchar Niemiec | Liga Mistrzów UEFA | Liga Mistrzów UEFA | Inne  | Inne   | Suma  | Suma   |
| Klub                | Sezon              | Liga               | Mecze | Bramki | Mecze          | Bramki         | Mecze              | Bramki             | Mecze | Bramki | Mecze | Bramki |
| ------------------- | ------------------ | ------------------ | ----- | ------ | -------------- | -------------- | ------------------ | ------------------ | ----- | ------ | ----- | ------ |
| Bayern Monachium II | 2019/2020          | 3. Fußball-Liga    | 8     | 2      | –              | –              | –                  | –                  | –     | –      | 8     | 2      |
| Bayern Monachium II | 2020/2021          | 3. Fußball-Liga    | 2     | 0      | –              | –              | –                  | –                  | –     | –      | 2     | 0      |
| Bayern Monachium II | Ogólnie            | Ogólnie            | 10    | 2      | 0              | 0              | 0                  | 0                  | 0     | 0      | 10    | 2      |
| Bayern Monachium    | 2019/2020          | Bundesliga         | 1     | 0      | –              | –              | –                  | –                  | –     | –      | 1     | 0      |
| Bayern Monachium    | 2020/2021          | Bundesliga         | 26    | 6      | 2              | 0              | 6                  | 1                  | 3     | 0      | 37    | 7      |
| Bayern Monachium    | 2021/2022          | Bundesliga         | 30    | 5      | 1              | 2              | 8                  | 1                  | 1     | 0      | 40    | 8      |
| Bayern Monachium    | 2022/2023          | Bundesliga         | 33    | 12     | 4              | 3              | 9                  | 0                  | 1     | 1      | 47    | 16     |
| Bayern Monachium    | 2023/2024          | Bundesliga         | 24    | 10     | 2              | 0              | 11                 | 2                  | 1     | 0      | 38    | 12     |
| Bayern Monachium    | 2024/2025          | Bundesliga         | 25    | 12     | 3              | 3              | 12                 | 3                  | –     | –      | 40    | 18     |
| Bayern Monachium    | Ogólnie            | Ogólnie            | 139   | 45     | 12             | 8              | 46                 | 7                  | 6     | 1      | 203   | 61     |
| Ogólnie w karierze  | Ogólnie w karierze | Ogólnie w karierze | 149   | 47     | 12             | 8              | 46                 | 7                  | 6     | 1      | 213   | 63     |

### Reprezentacyjne
(aktualne na 23.06.2025)
| Reprezentacja | Rok     | Mecze | Bramki |
| ------------- | ------- | ----- | ------ |
| Anglia U-15   | 2016    | 2     | 1      |
| Anglia U-15   | 2017    | 1     | 3      |
| Ogólnie       | Ogólnie | 3     | 4      |
| Anglia U-16   | 2016    | 4     | 1      |
| Anglia U-16   | 2017    | 5     | 2      |
| Ogólnie       | Ogólnie | 9     | 3      |
| Niemcy U-16   | 2018    | 2     | 0      |
| Ogólnie       | Ogólnie | 2     | 0      |
| Anglia U-17   | 2019    | 7     | 2      |
| Anglia U-17   | 2020    | 2     | 0      |
| Ogólnie       | Ogólnie | 9     | 2      |
| Niemcy        | 2021    | 9     | 1      |
| Niemcy        | 2022    | 11    | 0      |
| Niemcy        | 2023    | 5     | 1      |
| Niemcy        | 2024    | 13    | 5      |
| Niemcy        | 2025    | 2     | 1      |
| Ogólnie       | Ogólnie | 40    | 8      |

| Mecze i gole w reprezentacji | Mecze i gole w reprezentacji | Mecze i gole w reprezentacji     | Mecze i gole w reprezentacji | Mecze i gole w reprezentacji | Mecze i gole w reprezentacji | Mecze i gole w reprezentacji |
| Reprezentacja Anglii U-15    | Reprezentacja Anglii U-15    | Reprezentacja Anglii U-15        | Reprezentacja Anglii U-15    | Reprezentacja Anglii U-15    | Reprezentacja Anglii U-15    | Reprezentacja Anglii U-15    |
| Lp.                          | Data                         | Miejsce                          | Przeciwnik                   | Wynik                        | Gol                          | Rozgrywki                    |
| ---------------------------- | ---------------------------- | -------------------------------- | ---------------------------- | ---------------------------- | ---------------------------- | ---------------------------- |
| 1.                           | 17.12.2016                   | Burton upon Trent, Anglia        | Turcja U-15                  | 5:2                          | Gol                          | Mecz towarzyski              |
| 2.                           | 19.12.2016                   | Burton upon Trent, Anglia        | Turcja U-15                  | 1:3                          |                              | Mecz towarzyski              |
| 3.                           | 18.12.2017                   | Burton upon Trent, Anglia        | Holandia U-15                | 3:1                          | Gol · Gol · Gol              | Mecz towarzyski              |
| Reprezentacja Anglii U-16    |                              |                                  |                              |                              |                              |                              |
| Lp.                          | Data                         | Miejsce                          | Przeciwnik                   | Wynik                        | Gol                          | Rozgrywki                    |
| 1.                           | 22.07.2016                   | Karlovac, Chorwacja              | Chorwacja U-16               | 0:2                          |                              | Mecz towarzyski              |
| 2.                           | 30.10.2016                   | Limeil-Brévannes, Francja        | Francja U-16                 | 1:3                          |                              | Mecz towarzyski              |
| 3.                           | 01.11.2016                   | Le Plessis-Trévise, Francja      | Austria U-16                 | 4:2                          |                              | Mecz towarzyski              |
| 4.                           | 03.11.2016                   | Bonneuil-sur-Marne, Francja      | Japonia U-15                 | 4:1                          | Gol                          | Mecz towarzyski              |
| 5.                           | 19.02.2017                   | Burton upon Trent, Anglia        | Francja U-16                 | 4:0                          |                              | Mecz towarzyski              |
| 6.                           | 21.02.2017                   | Burton upon Trent, Anglia        | Brazylia U-16                | 2:2                          |                              | Mecz towarzyski              |
| 7.                           | 16.04.2017                   | Burton upon Trent, Anglia        | Argentyna U-16               | 2:1                          |                              | Mecz towarzyski              |
| 8.                           | 20.04.2017                   | Oeiras, Portugalia               | Portugalia U-16              | 1:3                          | Gol                          | Mecz towarzyski              |
| 9.                           | 22.04.2017                   | Montaigu, Francja                | Brazylia U-16                | 0:4                          | Gol                          | Mecz towarzyski              |
| Reprezentacja Niemiec U-16   |                              |                                  |                              |                              |                              |                              |
| Lp.                          | Data                         | Miejsce                          | Przeciwnik                   | Wynik                        | Gol                          | Rozgrywki                    |
| 1.                           | 10.10.2018                   | Saarbrücken, Niemcy              | Belgia U-16                  | 2:2                          |                              | Mecz towarzyski              |
| 2.                           | 12.10.2018                   | Pirmasens, Niemcy                | Belgia U-16                  | 1:4                          |                              | Mecz towarzyski              |
| Reprezentacja Anglii U-17    |                              |                                  |                              |                              |                              |                              |
| Lp.                          | Data                         | Miejsce                          | Przeciwnik                   | Wynik                        | Gol                          | Rozgrywki                    |
| 1.                           | 06.09.2019                   | Sulejówek, Polska                | Finlandia U-17               | 5:0                          | Gol                          | Mecz towarzyski              |
| 2.                           | 10.09.2019                   | Ząbki, Polska                    | Polska U-17                  | 2:2                          | Gol                          | Mecz towarzyski              |
| 3.                           | 10.10.2019                   | San Pedro del Pinatar, Hiszpania | Niemcy U-17                  | 3:3                          |                              | Mecz towarzyski              |
| 4.                           | 12.10.2019                   | San Pedro del Pinatar, Hiszpania | Niemcy U-17                  | 1:2                          |                              | Mecz towarzyski              |
| 5.                           | 14.10.2019                   | San Pedro del Pinatar, Hiszpania | Hiszpania U-17               | 1:1                          |                              | Mecz towarzyski              |
| 6.                           | 15.11.2019                   | Alfreton, Anglia                 | Dania U-17                   | 1:3                          |                              | Mecz towarzyski              |
| 7.                           | 19.11.2019                   | Solihull, Anglia                 | Czechy U-17                  | 2:0                          |                              | Mecz towarzyski              |
| 8.                           | 06.02.2020                   | Marbella, Hiszpania              | Ukraina U-17                 | 0:0                          |                              | Mecz towarzyski              |
| 9.                           | 08.02.2020                   | Marbella, Hiszpania              | Rosja U-17                   | 2:4                          |                              | Mecz towarzyski              |
| Reprezentacja Niemiec        |                              |                                  |                              |                              |                              |                              |
| 1.                           | 25.03.2021                   | Duisburg, Niemcy                 | Islandia                     | 3:0                          |                              | el. MŚ 2022                  |
| 2.                           | 31.03.2021                   | Duisburg, Niemcy                 | Macedonia Północna           | 1:2                          |                              | el. MŚ 2022                  |
| 3.                           | 07.06.2021                   | Düsseldorf, Niemcy               | Łotwa                        | 7:1                          |                              | Mecz towarzyski              |
| 4.                           | 23.06.2021                   | Monachium, Niemcy                | Węgry                        | 2:2                          |                              | ME 2020                      |
| 5.                           | 29.06.2021                   | Londyn, Wielka Brytania          | Anglia                       | 0:2                          |                              | ME 2020                      |
| 6.                           | 02.09.2021                   | St. Gallen, Szwajcaria           | Liechtenstein                | 2:0                          |                              | el. MŚ 2022                  |
| 7.                           | 05.09.2021                   | Stuttgart, Niemcy                | Armenia                      | 6:0                          |                              | el. MŚ 2022                  |
| 8.                           | 08.09.2021                   | Reykjavík, Islandia              | Islandia                     | 4:0                          |                              | el. MŚ 2022                  |
| 9.                           | 11.10.2021                   | Skopje, Macedonia Północna       | Macedonia Północna           | 4:0                          | Gol                          | el. MŚ 2022                  |
| 10.                          | 26.03.2022                   | Sinsheim, Niemcy                 | Izrael                       | 2:0                          |                              | Mecz towarzyski              |
| 11.                          | 29.03.2022                   | Amsterdam, Holandia              | Holandia                     | 1:1                          |                              | Mecz towarzyski              |
| 12.                          | 04.06.2022                   | Bolonia, Włochy                  | Włochy                       | 1:1                          |                              | LN 2022/23                   |
| 13.                          | 07.06.2022                   | Monachium, Niemcy                | Anglia                       | 1:1                          |                              | LN 2022/23                   |
| 14.                          | 11.06.2022                   | Budapeszt, Węgry                 | Węgry                        | 1:1                          |                              | LN 2022/23                   |
| 15.                          | 14.06.2022                   | Monchengladbach, Niemcy          | Włochy                       | 5:2                          |                              | LN 2022/23                   |
| 16.                          | 23.09.2022                   | Lipsk, Niemcy                    | Węgry                        | 0:1                          |                              | LN 2022/23                   |
| 17.                          | 26.09.2022                   | Londyn, Wielka Brytania          | Anglia                       | 3:3                          |                              | LN 2022/23                   |
| 18.                          | 23.11.2022                   | Doha, Katar                      | Japonia                      | 1:2                          |                              | MŚ 2022                      |
| 19.                          | 27.11.2022                   | Al-Chaur, Katar                  | Hiszpania                    | 1:1                          |                              | MŚ 2022                      |
| 20.                          | 01.12.2022                   | Al-Chaur, Katar                  | Kostaryka                    | 4:2                          |                              | MŚ 2022                      |
| 21.                          | 12.06.2023                   | Brema, Niemcy                    | Ukraina                      | 3:3                          |                              | Mecz towarzyski              |
| 22.                          | 16.06.2023                   | Warszawa, Polska                 | Polska                       | 0:1                          |                              | Mecz towarzyski              |
| 23.                          | 20.06.2023                   | Gelsenkirchen, Niemcy            | Kolumbia                     | 0:2                          |                              | Mecz towarzyski              |
| 24.                          | 14.10.2023                   | East Hartford, Stany Zjednoczone | Stany Zjednoczone            | 3:1                          | Gol                          | Mecz towarzyski              |
| 25.                          | 18.10.2023                   | Filadelfia, Stany Zjednoczone    | Meksyk                       | 2:2                          |                              | Mecz towarzyski              |
| 26.                          | 23.03.2024                   | Décines-Charpieu, Francja        | Francja                      | 2:0                          |                              | Mecz towarzyski              |
| 27.                          | 26.03.2024                   | Frankfurt nad Menem, Niemcy      | Holandia                     | 2:1                          |                              | Mecz towarzyski              |
| 28.                          | 03.06.2024                   | Norymberga, Niemcy               | Ukraina                      | 0:0                          |                              | Mecz towarzyski              |
| 29.                          | 07.06.2024                   | Mönchengladbach, Niemcy          | Grecja                       | 2:1                          |                              | Mecz towarzyski              |
| 30.                          | 14.06.2024                   | Monachium, Niemcy                | Szkocja                      | 5:1                          | Gol                          | ME 2024                      |
| 31.                          | 19.06.2024                   | Stuttgart, Niemcy                | Węgry                        | 2:0                          | Gol                          | ME 2024                      |
| 32.                          | 23.06.2024                   | Frankfurt nad Menem, Niemcy      | Szwajcaria                   | 1:1                          |                              | ME 2024                      |
| 33.                          | 29.06.2024                   | Dortmund, Niemcy                 | Dania                        | 2:0                          | Gol                          | ME 2024                      |
| 34.                          | 05.07.2024                   | Stuttgart, Niemcy                | Hiszpania                    | 1:2                          |                              | ME 2024                      |
| 35.                          | 07.09.2024                   | Düsseldorf, Niemcy               | Węgry                        | 5:0                          | Gol                          | LN 2024/25                   |
| 36.                          | 10.09.2024                   | Amsterdam, Holandia              | Holandia                     | 2:2                          |                              | LN 2024/25                   |
| 37.                          | 16.11.2024                   | Fryburg, Niemcy                  | Bośnia i Hercegowina         | 7:0                          | Gol                          | LN 2024/25                   |
| 38.                          | 19.11.2024                   | Budapeszt, Węgry                 | Węgry                        | 1:1                          |                              | LN 2024/25                   |
| 39.                          | 20.03.2025                   | Mediolan, Włochy                 | Włochy                       | 2:1                          |                              | LN 2024/25                   |
| 40.                          | 23.03.2025                   | Dortmund, Niemcy                 | Włochy                       | 3:3                          | Gol                          | LN 2024/25                   |

## Sukcesy

### Chelsea U18
- Mistrzostwo U18 Premier League: 2017/2018

### Bayern Monachium II
- Mistrzostwo 3. Fußball-Liga: 2019/2020

### Bayern Monachium
- Mistrzostwo Niemiec: 2019/2020, 2020/2021, 2021/2022, 2022/2023, 2024/2025
- Superpuchar Niemiec: 2020, 2021, 2022
- Liga Mistrzów UEFA: 2019/2020
- Superpuchar Europy UEFA: 2020
- Klubowe mistrzostwo świata: 2020

### Wyróżnienia
- Król strzelców Mistrzostw Europy 2024 (3 gole)[2]
- Piłkarz sezonu w Bayernie Monachium: 2022/2023[15]
- Piłkarz sezonu w Bayernie Monachium (2. miejsce): 2021/2022[16]
- Drużyna sezonu Bundesligi: 2022/2023[17]
- Jedenastka rundy jesiennej Bundesligi według Kickera: 2021/2022[18]

### Rekordy
- Najmłodszy zawodnik w historii reprezentacji Niemiec, który rozegrał 15 meczów w narodowych barwach: 19 lat, 3 miesiące i 19 dni[19]

## Życie prywatne
Musiala urodził się w niemieckim mieście Stuttgart, a mieszkał w Fuldzie do ukończenia siódmego roku życia. Następnie przeprowadził się do Anglii, gdzie spędził większość swojego dzieciństwa. Uczęszczał do szkoły podstawowej Corpus Christi w New Malden. Następnie uczył się w szkole średniej Whitgift w Croydon. Jego ojciec jest Nigeryjczykiem, a matka Niemką polskiego pochodzenia, on sam posiada dwa obywatelstwa – brytyjskie i niemieckie.